# Озеров, Борис Александрович
Борис Александрович Озеров (1852 — не ранее 1916) — русский государственный деятель, келецкий губернатор, сенатор, гофмейстер Высочайшего Двора, тайный советник.

## Биография
Родился 26 августа (7 сентября) 1852 года в Константинополе в семье советника миссии Александра Петровича Озерова; был крещён в посольской церкви.
В 1871 году окончил 6-ю Санкт-Петербургскую гимназию.
В 1877 году пожалован званием камер-юнкера.

С 10 августа 1887 года был назначен келецким вице-губернатором. Через пять лет, 3 декабря 1892 года был переведён на такую же должность в Петроковскую губернию (в этом же году получил звание камергера); 6 декабря 1895 года был произведён в действительные статские советники.
В Келецкую губернию вернулся 1 июля 1899 года, уже на должность губернатора.
6 декабря 1905 году пожалован чином гофмейстера Высочайшего Двора
В 1914 году назначен сенатором, присутствовал в 1-м Общем собрании Правительствующего сената.

## Награды
российские
- орден Св. Станислава 3-й ст. (1878)
- орден Св. Анны 2-й ст. (1889)
- орден Св. Владимира 3-й ст. (1898)
- орден Св. Станислава 1-й ст. (1901)
- орден Св. Анны 1-й ст. (1908)
- орден Св. Владимира 2-й ст. (1911)

- Медаль «В память русско-турецкой войны 1877—1878» (1878)
- Медаль «В память коронации императора Александра III» (1883)
- Медаль «В память царствования императора Александра III» (1896)
- Медаль «В память 300-летия царствования дома Романовых» (1913)

иностранные
- Орден Саксен-Эрнестинского дома кавалерский крест I класса (1893)
- Орден Спасителя 2-й ст. (1895, королевство Греция)
- Орден Звезды Румынии командорский крест (1897, королевство Румыния)
- Орден Князя Данила I 2-й ст. (1897, королевство Черногория)
- Орден Короны Румынии 1-й ст. (1900, королевство Румыния)
- Орден Святого Саввы 1-й ст. (1900, королевство Сербия)

## Семья

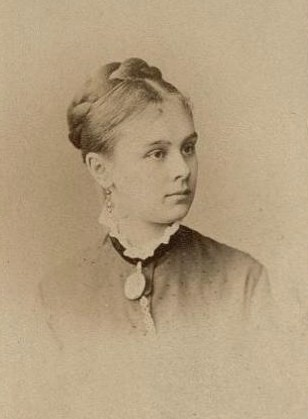
София Альфредовна Озерова, ур. графиня Келлер (1854—1881)

Первый раз (был дважды женат) женился на графине Софии Альфредовне Келлер.
в придворной церкви в Царском Селе 21 сентября 1880 года венчался в звании камер-юнкера двора Его Императорскаго Величества чиновник особых поручений при Виленском, Гродненском и Ковенском генерал-губернаторе титулярный советник Борис Александрович Озеров, 27 лет, с фрейлиной Государыни Императрицы Марии Александровны графиней Софией Альфредовной Келлер, 26 лет. По женихе: флигель-адъютант штабс-капитан Сергей Сергеевич Озеров и подпоручик Давид Александрович Озеров. По невесте: флигель-адъютант полковник граф Келлер и титулярный советник Александр Петрович Плетнев»
.
Второй раз женился на Елизавете Александровне Ромейко-Гурко (1861—1926). У них родилась дочь:
- Ольга (1885—1923), которая вышла замуж за А. К. Андерса.